# Salts al Campionat del Món de natació de 1998
La competició de salts al Campionat del Món de natació de 1998 es realitzà al Centre Aquàtic de l'Estadi Challenge de la ciutat de Perth (Austràlia).

## Proves
Es realitzaren sis proves, separades en competició masculina i competició femenina:
- trampolí 1 m
- trampolí 3 m
- plataforma 10 m

En aquesta edició s'hi incorporà la competició de salts sincronitzats en:
- trampolí 3 m
- plataforma 10 m

## Resum de medalles

### Categoria masculina
| Event                          | Or                                     | Or     | Plata                                     | Plata  | Bronze                                   | Bronze |
| trampolí 1 m.                  | Zhuocheng Yu (CHN)                     | 417.54 | Troy Dumais (USA)                         | 415.74 | Holger Schlepps (GER)                    | 398.31 |
| trampolí 3 m.                  | Dmitri Saütin (RUS)                    | 746.79 | Yilin Zhou (CHN)                          | 694.92 | Vassili Lisovski (RUS)                   | 651.60 |
| plataforma 10 m.               | Dmitri Saütin (RUS)                    | 750.99 | Tian Liang (CHN)                          | 699.30 | Jan Hempel (GER)                         | 624.15 |
|                                |                                        |        |                                           |        |                                          |        |
| trampolí 3 m. sincronitzat     | R.P. de la XinaHao Xu · Zhuocheng Yu   | 313.50 | AlemanyaAlexander Mesch · Holger Schlepps | 308.28 | AustràliaDean Pullar · Shannon Roy       | 305.16 |
| plataforma 10 m. sincronitzada | R.P. de la XinaTian Liang · Sun Shuwei | 326.34 | AlemanyaJan Hempel · \|Michael Kühne      | 308.01 | RússiaIgor Lukashin · Aleksandr Varlamov | 304.02 |

### Categoria femenina
| Event                          | Or                                      | Or     | Plata                                 | Plata  | Bronze                                  | Bronze |
| trampolí 1 m.                  | Irina Lashko (RUS)                      | 296.07 | Vera Ilyina (RUS)                     | 288.06 | Zhang Jing (CHN)                        | 260.31 |
| trampolí 3 m.                  | Yuliya Pakhalina (RUS)                  | 544.62 | Jingjing Guo (CHN)                    | 518.76 | Chantelle Michell (AUS)                 | 515.07 |
| plataforma 10 m.               | Olena Zhupina (UKR)                     | 550.41 | Yuyan Cai (CHN)                       | 536.25 | Li Chen (CHN)                           | 519.45 |
|                                |                                         |        |                                       |        |                                         |        |
| trampolí 3 m. sincronitzat     | RússiaIrina Lashko · Yuliya Pakhalina   | 282.30 | R.P. de la XinaLang Rao · Rongiuan Li | 276.18 | Estats UnitsTracy Bonner · Kathy Pesek  | 263.91 |
| plataforma 10 m. sincronitzada | UcraïnaOlena Zhupina · Svitlana Serbina | 278.28 | R.P. de la XinaYuyan Cai · Li Chen    | 276.54 | Estats UnitsKristin Link · Lindsay Long | 265.47 |

## Medaller
| Posició | País            | Or | Plata | Bronze | Total |
| 1       | Rússia          | 5  | 1     | 2      | 8     |
| 2       | R.P. de la Xina | 3  | 6     | 2      | 11    |
| 3       | Ucraïna         | 2  | 0     | 0      | 2     |
| 4       | Alemanya        | 0  | 2     | 2      | 4     |
| 5       | Estats Units    | 0  | 1     | 2      | 3     |
| 6       | Austràlia       | 0  | 0     | 2      | 2     |
| Total   | Total           | 10 | 10    | 10     | 30    |